# Amtsgericht Reinheim

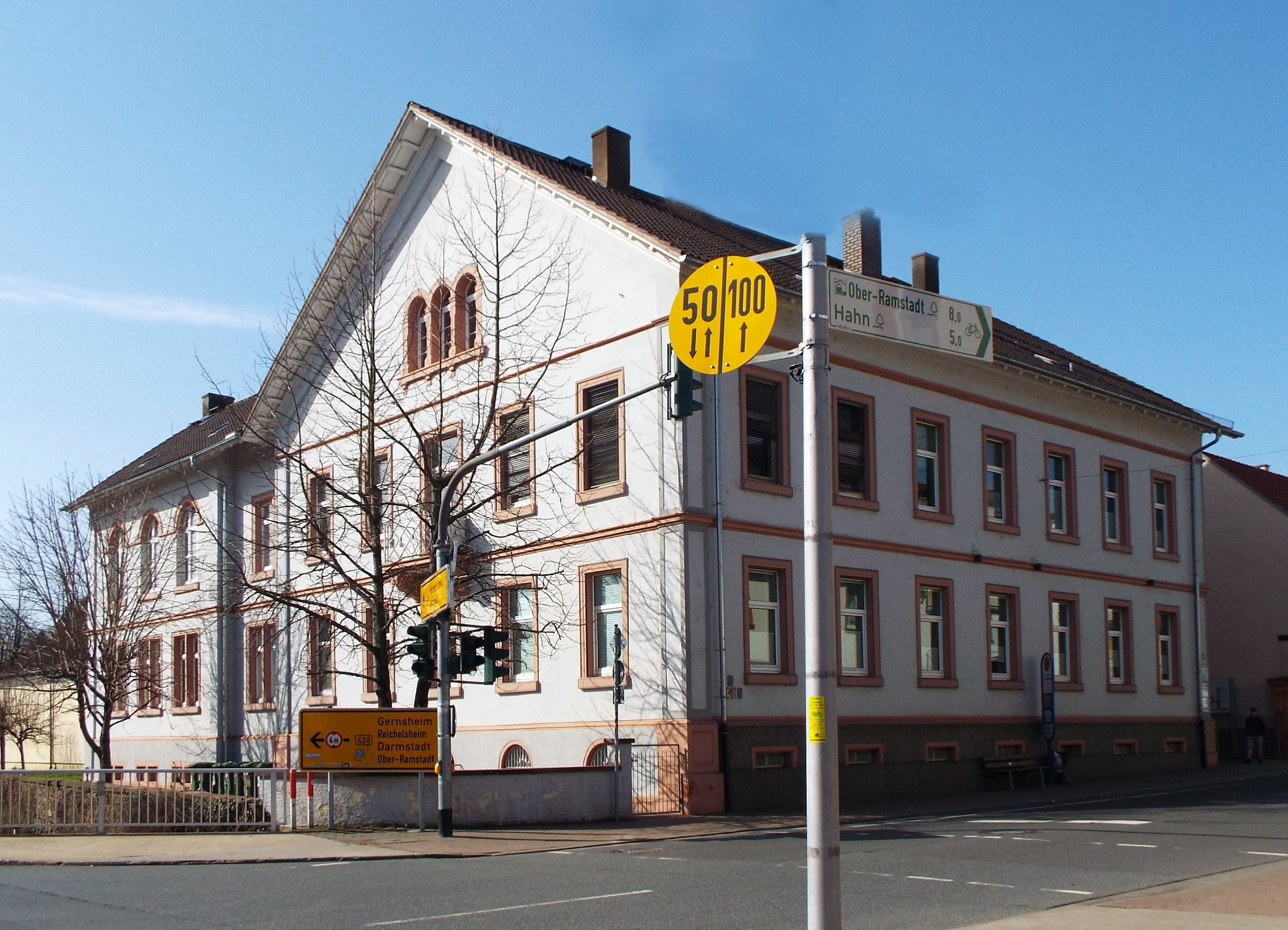
Ehemaliges Amtsgerichtsgebäude in Reinheim

Das Amtsgericht Reinheim war ein 1879 bis 1968 bestehendes hessisches Amtsgericht mit Sitz in der Stadt Reinheim.

## Geschichte
Mit dem Gerichtsverfassungsgesetz von 1877 wurden Organisation und Bezeichnungen der Gerichte reichsweit vereinheitlicht. Zum 1. Oktober 1879 hob das Großherzogtum Hessen deshalb die Landgerichte auf, die bis dahin in den rechtsrheinischen Provinzen des Großherzogtums die Gerichte erster Instanz gewesen waren. Funktional ersetzt wurden sie durch Amtsgerichte. So ersetzte das Amtsgericht Reinheim das Landgericht Reinheim. „Landgerichte“ nannten sich nun die den Amtsgerichten direkt übergeordneten Obergerichte. Das Amtsgericht Reinheim wurde dem Bezirk des Landgerichts Darmstadt zugeordnet.

## Bezirk
Der Gerichtsbezirk des Amtsgerichts Reinheim umfasste:
| Gemeinde           | Herkunft                | Zugang | Abgang | Nach                                 |
| ------------------ | ----------------------- | ------ | ------ | ------------------------------------ |
| Allertshofen       | Landgericht Reinheim    | 1879   | 1968   | Amtsgericht Darmstadt                |
| Asbach             | Landgericht Reinheim    | 1879   | 1968   | Amtsgericht Darmstadt                |
| Billings           | Landgericht Reinheim    | 1879   | 1968   | Amtsgericht Dieburg                  |
| Brandau            | Landgericht Reinheim    | 1879   | 1968   | Amtsgericht Darmstadt                |
| Brensbach          | Landgericht Reinheim    | 1879   | 1968   | Amtsgericht Dieburg                  |
| Ernsthofen         | Landgericht Reinheim    | 1879   | 1968   | Amtsgericht Darmstadt                |
| Fränkisch-Crumbach | Landgericht Reinheim    | 1879   | 1904   | Amtsgericht Reichelsheim im Odenwald |
| Georgenhausen      | Landgericht Reinheim    | 1879   | 1968   | Amtsgericht Dieburg                  |
| Großbieberau       | Landgericht Reinheim    | 1879   | 1968   | Amtsgericht Dieburg                  |
| Gundernhausen      | Landgericht Reinheim    | 1879   | 1905   | Amtsgericht Dieburg                  |
| Habitzheim         | Landgericht Reinheim    | 1879   | 1968   | Amtsgericht Dieburg                  |
| Herchenrode        | Landgericht Reinheim    | 1879   | 1968   | Amtsgericht Darmstadt                |
| Hoxhohl            | Landgericht Reinheim    | 1879   | 1968   | Amtsgericht Darmstadt                |
| Kleinbieberau      | Landgericht Reinheim    | 1879   | 1968   | Amtsgericht Darmstadt                |
| Lichtenberg        | Landgericht Reinheim    | 1879   | 1968   | Amtsgericht Dieburg                  |
| Lützelbach         | Landgericht Reinheim    | 1879   | 1968   | Amtsgericht Darmstadt                |
| Meßbach            | Landgericht Reinheim    | 1879   | 1968   | Amtsgericht Dieburg                  |
| Neunkirchen        | Landgericht Reinheim    | 1879   | 1968   | Amtsgericht Darmstadt                |
| Nieder-Modau       | Landgericht Reinheim    | 1879   | 1968   | Amtsgericht Darmstadt                |
| Niedernhausen      | Landgericht Reinheim    | 1879   | 1968   | Amtsgericht Dieburg                  |
| Nieder-Kainsbach   | Landgericht Michelstadt | 1879   | 1904   | Amtsgericht Reichelsheim im Odenwald |
| Nieder-Klingen     | Landgericht Reinheim    | 1879   | 1968   | Amtsgericht Dieburg                  |
| Nonrod             | Landgericht Reinheim    | 1879   | 1968   | Amtsgericht Dieburg                  |
| Ober-Klingen       | Landgericht Reinheim    | 1879   | 1968   | Amtsgericht Dieburg                  |
| Obermodau          | Landgericht Reinheim    | 1879   | 1968   | Amtsgericht Darmstadt                |
| Obernhausen        | Landgericht Reinheim    | 1879   | 1968   | Amtsgericht Dieburg                  |
| Reinheim           | Landgericht Reinheim    | 1879   | 1968   | Amtsgericht Dieburg                  |
| Rodau              | Landgericht Reinheim    | 1879   | 1968   | Amtsgericht Dieburg                  |
| Rohrbach           | Landgericht Reinheim    | 1879   | 1968   | Amtsgericht Darmstadt                |
| Spachbrücken       | Landgericht Reinheim    | 1879   | 1968   | Amtsgericht Dieburg                  |
| Steinau            | Landgericht Reinheim    | 1879   | 1968   | Amtsgericht Dieburg                  |
| Ueberau            | Landgericht Reinheim    | 1879   | 1968   | Amtsgericht Dieburg                  |
| Webern             | Landgericht Reinheim    | 1879   | 1968   | Amtsgericht Dieburg                  |
| Wembach            | Landgericht Reinheim    | 1879   | 1968   | Amtsgericht Darmstadt                |
| Wersau             | Landgericht Reinheim    | 1879   | 1968   | Amtsgericht Dieburg                  |
| Zeilhard           | Landgericht Reinheim    | 1879   | 1968   | Amtsgericht Dieburg                  |

## Weitere Entwicklung
Am 1. April 1904 wurde das Amtsgericht Reichelsheim im Odenwald eingerichtet. Aus dem Bezirk des Amtsgerichts Reinheim wurden dorthin Fränkisch-Crumbach und Nieder-Kainsbach abgegeben. Am 1. Juli 1905 wurde das Amtsgericht Dieburg errichtet und Gundernhausen dorthin abgegeben.

## Ende
Zum 1. Juli 1968 wurde das Amtsgericht Reinheim aufgehoben und dessen örtliche Zuständigkeit auf die Amtsgerichte Darmstadt und Dieburg aufgeteilt.

## Gebäude
Das Gebäude in der Darmstädter Straße 2 an der Ecke zur Hahner Straße in Reinheim wurde als ehemaliges Amtsgebäude des Landgerichts Reinheim vom Amtsgericht übernommen. Es dominiert die Ecklage am Beginn der Darmstädter Straße. Errichtet wurde das Gebäude in der Mitte des 19. Jahrhunderts. Es besteht aus zwei Baukörpern, die im rechten Winkel aneinandergefügt sind. Das zur Darmstädter Straße traufständig ausgerichtete Hauptgebäude ist ein zweigeschossiger Massivbau über verkleidetem Sockel. Die Fassade ist spätklassizistisch und durch sieben regelmäßig angeordnete Fensterachsen geprägt. Horizontal gestaltet wird sie durch zwei umlaufende Gesimsbänder aus rotem Sandstein. Die Giebelfassade ist durch fünf Fensterachsen, die sich bis in das Sockelgeschoss hinein fortsetzen, symmetrisch gestaltet. Das schlichte Giebelfeld zeigt ein Drillingsfenster mit rundbogigen Abschlüssen und konsolgestützter Sohlbank. Der Anbau zur Hahner Straße hin ist durch einen vertikalen Versprung vom Hauptgebäude abgesetzt. Im Erdgeschoss finden sich eng gereihte Zwillingsfenster mit Sandsteineinfassungen. Das Obergeschoss wird in seinem westlichen Teil durch drei rundbogige Fenster geprägt. Das Gebäude ist aufgrund seiner ausgewogenen Gestaltung aus künstlerischen Gründen sowie aufgrund seiner für das Straßenbild wichtigen Lage aus städtebaulichen Gründen ein Kulturdenkmal und steht aufgrund des Hessischen Denkmalschutzgesetzes unter Denkmalschutz.